# Квинт Меций Лет
Квинт Меций Лет (на латински: Quintus Maecius Laetus) е политик, сенатор и преториански префект на Римската империя през края на 2 век и началото на 3 век.

## Политическа кариера
През 185 г. Лет става управител на провинция Арабия (Arabia Petraea). След това през 200 – 203 г. е префект на Египет. През 205 – 211 г. той е преториански префект заедно с Папиниан след могъщия Плавциан. По времето на император Каракала, през 215 г. Лет е редовен консул заедно с Марк Мунаций Сула Цериалис.
Лет е награден с ornamenta consularia ili adlectio inter consulares.